# Kavarma

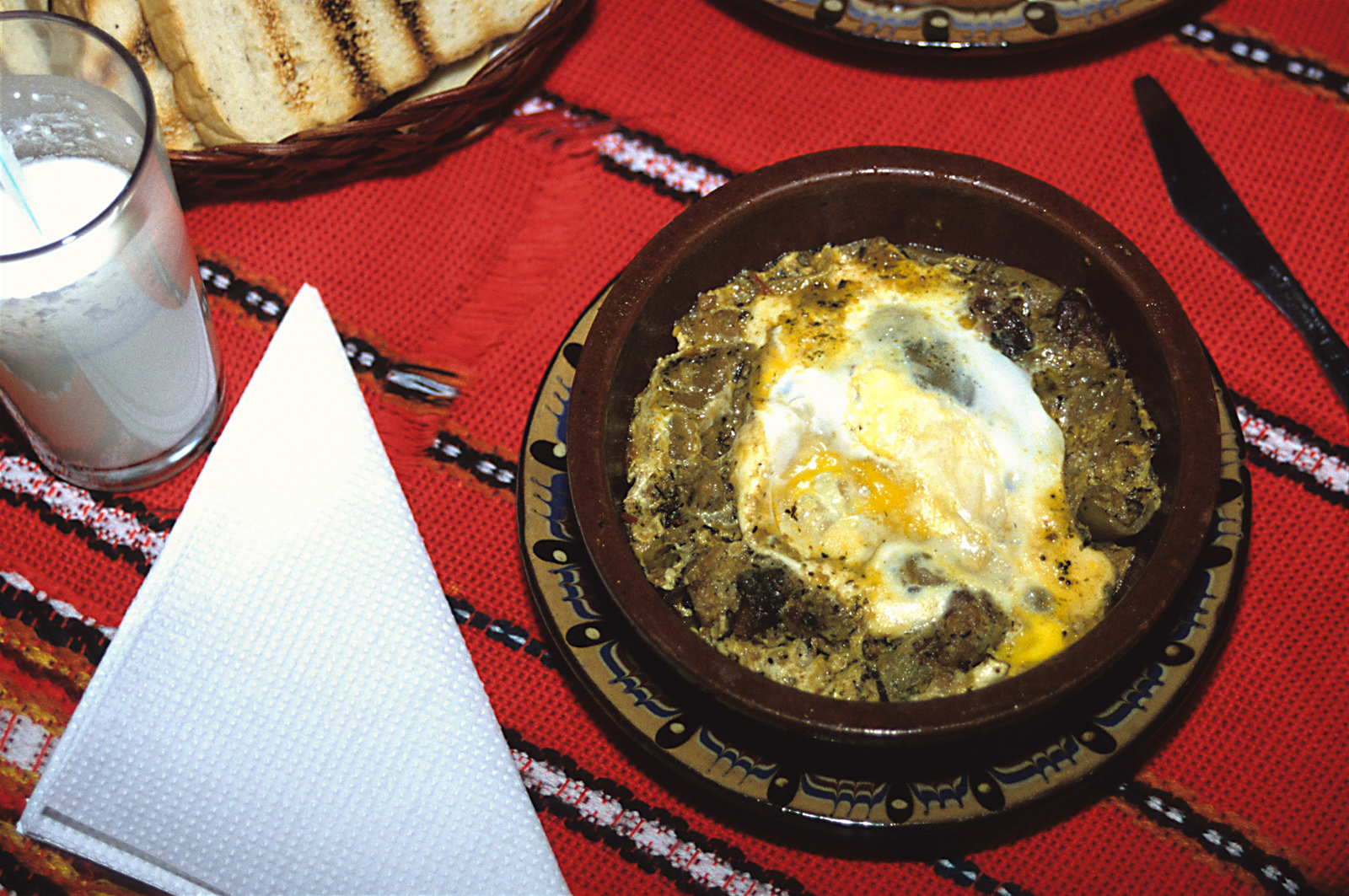
Kavarma con huevo

El Kavarma, también llamado Kebab Kavarma, es un estofado búlgaro de cocinado lento. Es un plato a base de carne (pollo, ternera, cerdo) y de verduras (champiñones, puerro). Tradicionalmente se cocina en una cazuela de barro con tapa típica de Bulgaria llamada Gyuvech o Guvetch.
Es un plato popular en Bulgaria del cual se cocinan numerosas variantes en función de la región.

## Artículo relacionado
- Gastronomía de Bulgaria

- Datos: Q22348247